# Engelhardia
Engelhardia é um género botânico pertencente à família Juglandaceae.

## Espécies
- Engelhardia colebrookeana Lindl. ex Wall.
- Engelhardia mexicana Standl.
- Engelhardia roxburghiana Wall.